# Peter van 't Hoog
Peter van 't Hoog (Sint Philipsland, 1959) is een Nederlandse politicus namens de ChristenUnie.

## Biografie
Van 't Hoog studeerde verkeerskunde aan de Verkeersacademie Tilburg en bestuurskunde aan de Open Universiteit. Tot 2002 en van 2010 tot 2019 werkte hij bij Rijkswaterstaat. Daarnaast was hij tot 2019 voorzitter van de raad van commissarissen van de ACV Groep in Ede. Van 1994 tot 1997 was hij namens de RPF gemeenteraadslid van Elburg en van 2002 tot 2010 namens de ChristenUnie wethouder van de gemeente Ede. 
Van 2012 tot 2019 was Van 't Hoog namens de ChristenUnie Statenlid van Gelderland. Van 2019 tot 2023 was hij namens de ChristenUnie gedeputeerde van Gelderland met in zijn portefeuille: leefbaarheid en inclusiviteit, water, recreatie en toerisme, ondermijning en weerbare overheid en samenleving, gebiedsontwikkeling, gebiedsagenda Achterhoek, gebiedsagenda Veluwe op 1, programma Vrijheid, programma vitale vakantieparken, projectbureau Herstructurering Tuinbouw Bommelerwaard - lid AB.
Van 't Hoog is getrouwd en heeft twee zoons en twee dochters.